# Alwina Gossauer
Alwina Gossauer (Rapperswil, 1841-1926) fue una fotógrafa y empresaria suiza. Su campo de actividad fue la fotografía de retrato clásico, la fotografía de paisaje y los trabajos por encargo para libros, periódicos y revistas.

## Biografía

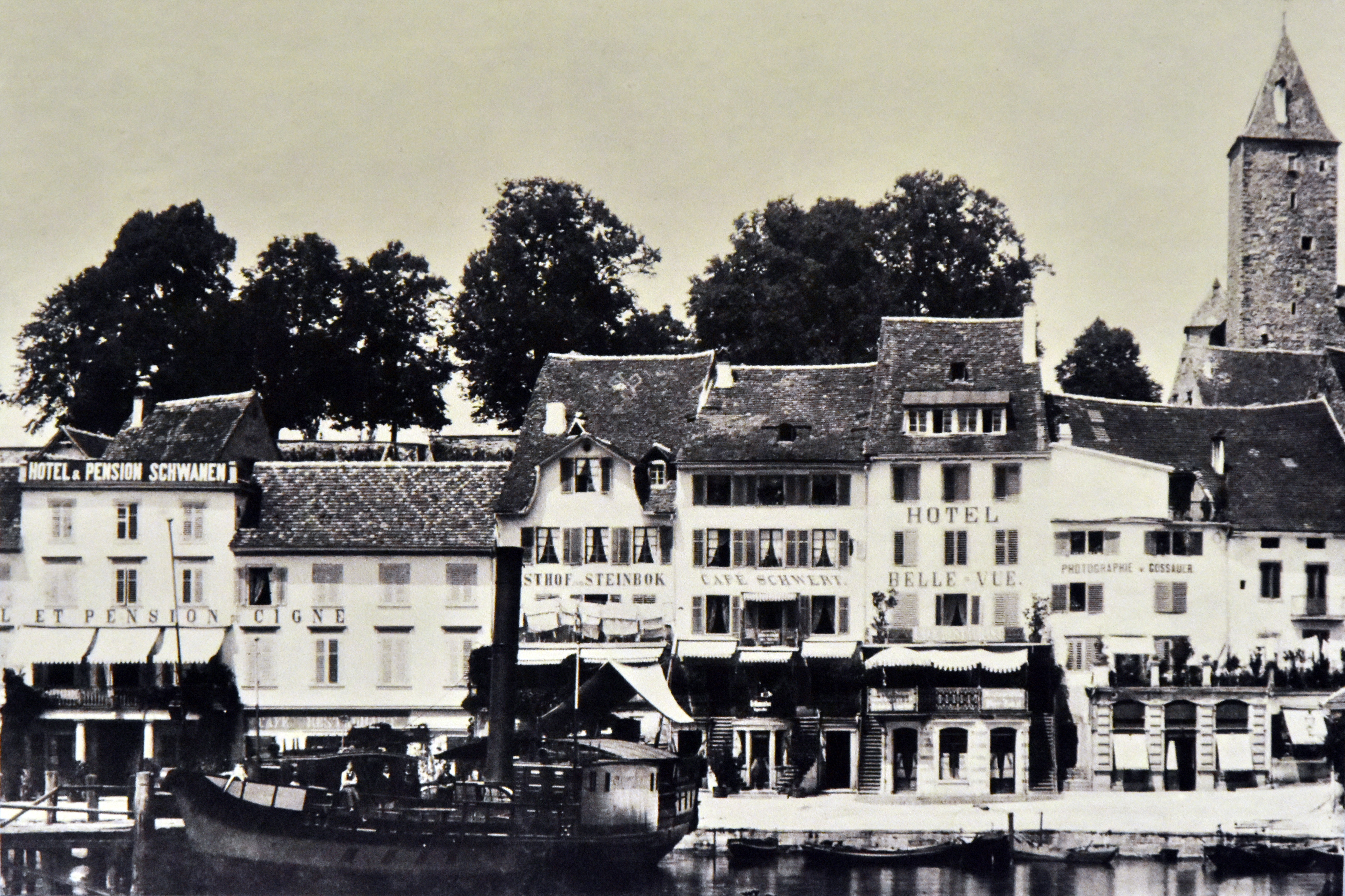
El primer taller de fotografía propio de Gossauer "Photographie A. Gossauer", fotografiado por ella misma alrededor de 1880. La fotografía muestra el Seequai actual en Rapperswil, donde en ese momento se encontraba la puerta de aterrizaje Zürichsee-Schifffahrtsgesellschaft (ZSG), la colina y la torre Gügeli del castillo de Rapperswil al fondo.

Nacida y criada en Rapperswill  se convirtió en una de las primeras mujeres fotógrafas profesionales de Suiza. Junto a su marido en el ático de su casa en Napfgasse cerca de Neumarkt instalaron uno de los primeros estudios de fotografía en Zúrich. Su marido fue condenado a una multa de un mes de prisión por haber fotografiado a mujeres desnudas. Poco después, la familia se mudó a Rapperswil, donde Kölla compró una posada en la estación de tren de Rapperswil y, nuevamente, instaló un estudio. Gossauer aprendió fotografía trabajando en el taller y comenzó a fotografiar en 1865. 
En 1868, Kölla cometió el delito de falsificación de billetes de banco y fue condenado a dieciocho meses de prisión y diez años de destierro del cantón de St. Gallen. De la quiebra de su marido, Alwina salvó una parte de los enseres domésticos y el valioso equipo fotográfico. Bajo el nombre de Alwina Kölla-Gossauer, publicó un anuncio en un periódico en junio de 1868 que anunciaba la continuación del negocio conjunto. Alquiló la casa Kunstgüetli en Seequai, en el muelle de la actual Zürichsee-Schifffahrtsgesellschaft (ZSG) probablemente para beneficiarse del tráfico de excursiones y el aumento del turismo. Allí instaló el estudio de fotografía "Photographie A. Gossauer", usando su apellido de soltera. La familia vivía en el primer piso, y en la planta baja se atendía a los clientes. A partir de este momento, Alwina lideró el negocio con éxito como fotógrafa independiente y empresaria, inicialmente bajo el nombre de su esposo, Kölla, luego bajo su nombre de soltera Gossauer .

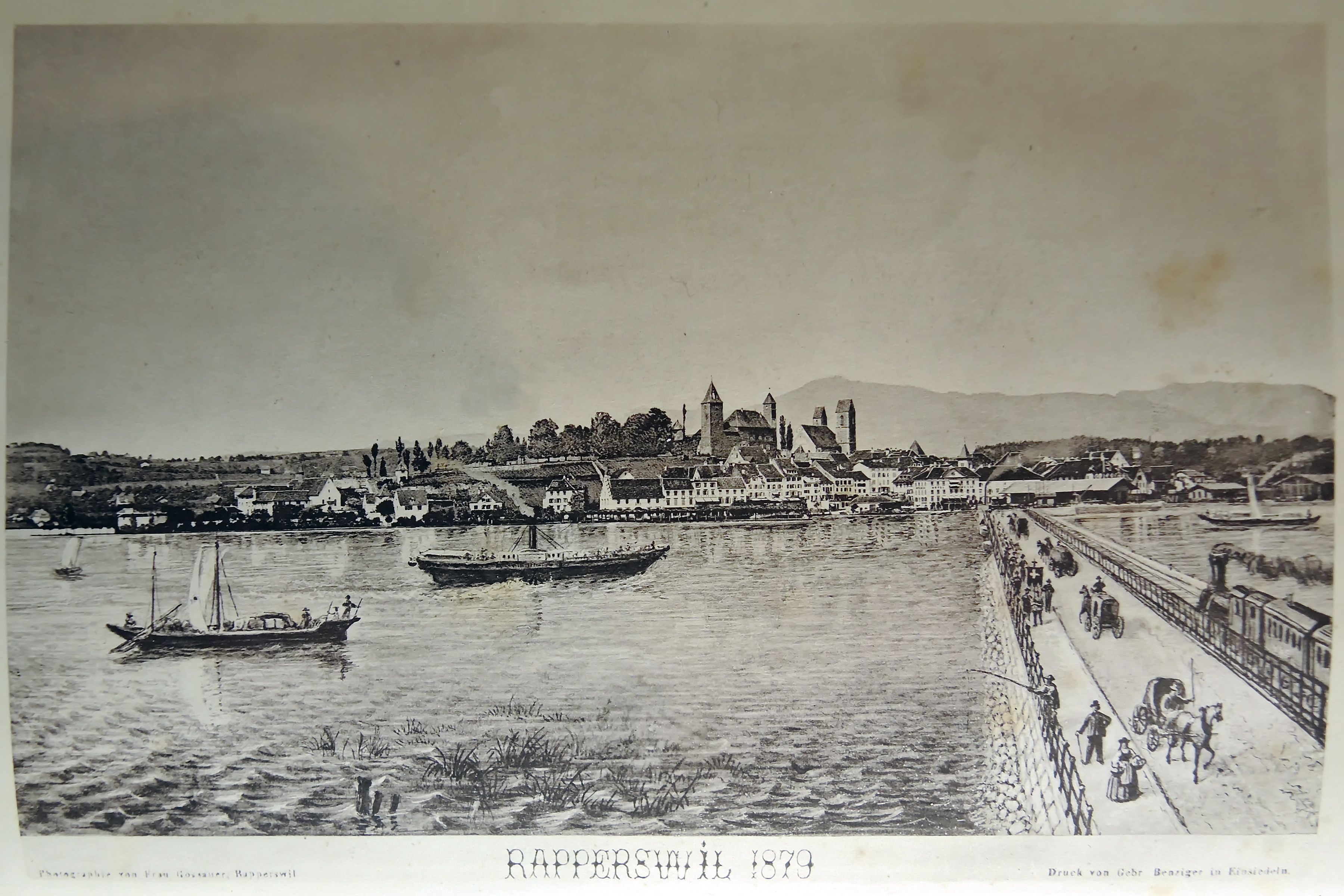
Fotografía de 1878 de Gossauer que muestra la calzada del ferrocarril de Seedamm, una vista panorámica de Rapperswil y de la montaña Bachtel. La fotografía retocada fue publicada con motivo de la ceremonia de inauguración de la calzada ferroviaria de Seedamm.

Después de cumplir su sentencia de prisión, su esposo intentó nuevamente ser fotógrafo, al otro lado del Seedamm entre la parte superior y Zürichsee, estableció un estudio en la orilla del lago Richterswil en el cantón de Zürich, para cumplir con la condición de los diez. Su esposa le prestó equipo fotográfico y, además, debido a la separación local, su relación se deterioró rápidamente. En 1871, Gossauer solicitó el divorcio contra la voluntad de su marido; el tribunal falló a su favor. A ella se le atribuyeron sus cinco hijos, de entre uno y once años, y Alwina volvió a su apellido de soltera Gossauer y añadió, como era costumbre, las palabras divorciada Koella (en alemán: geschiedene Koella ). Kölla no pagó pensión alimenticia, vendió su estudio en Richterswil y el equipo fotográfico prestado por su esposa, y en vano Alwina demandó a su exmarido en los tribunales civiles. Mientras tanto, Kölla se hizo escaso, como consta en los registros judiciales, y emigró finalmente a América alrededor de 1868.
En la década de 1870, el divorcio fue costoso y perdió la independencia de Gossauer: como era costumbre en ese momento, se la asignó un tutor legal y cada contrato debía ser confirmado por el custodio. Sin embargo, en sus informes anuales, el custodio también mencionó la perspicacia comercial de Gossauer, su afán, que pudo ganar dinero y encontrar su propia vida sin tener que aceptar ninguna ayuda financiera.

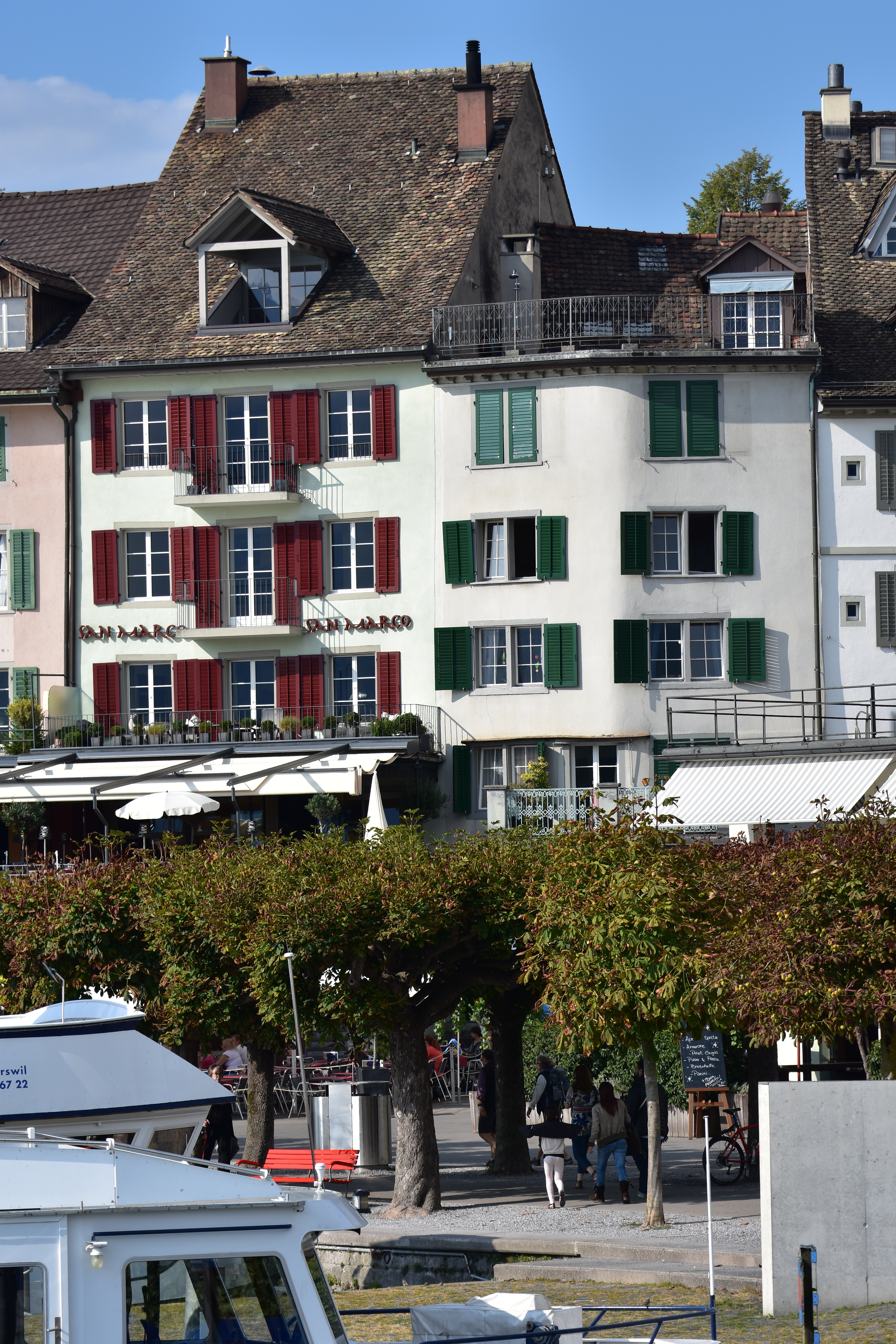
Casa Kunstgüetli en Rapperswil (septiembre de 2015)

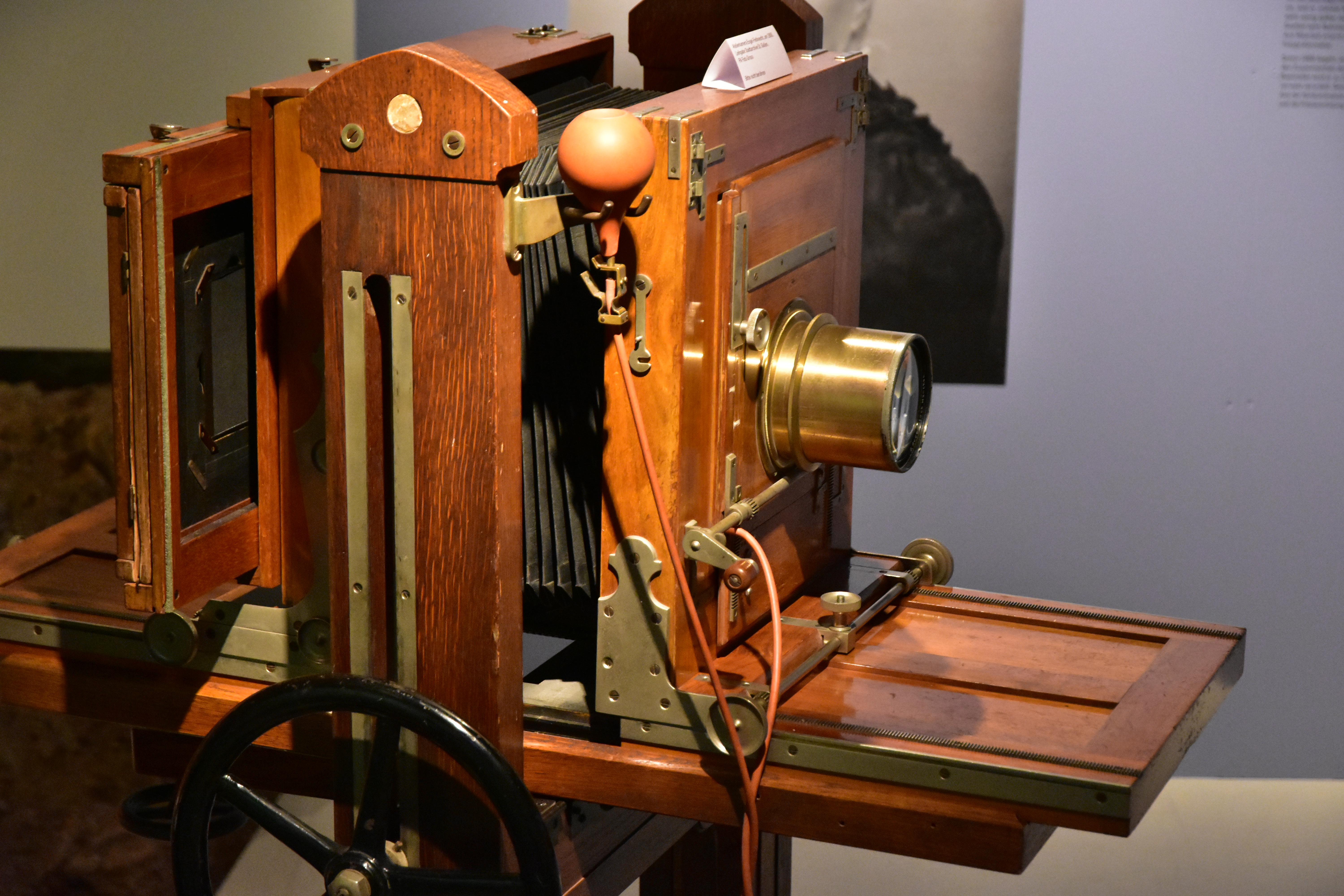
Una cámara plegable tipo Engel-Feitknecht utilizada por Gossauer alrededor de 1890.

Alrededor de las décadas de 1890 y 1900, Gossauer utilizó una cámara plegable tipo Engel-Feitknecht para reportajes y fotografía de paisajes. Alfred Engel Feitknecht fue el diseñador de la cámara fabricada en Suiza; entre 1878 y 1894 se fabricaron unas 6000 cámaras. En 1892 Gossauer pudo cumplir un anhelado deseo, gracias a su exitoso trabajo como fotógrafa y empresaria en la calle Obere Bahnhofstrasse compró un terreno y construyó un edificio comercial y residencial de tres plantas. En el último piso, instaló un moderno estudio de fotografía con techo de vidrio y un gran cartel en letras mayúsculas llevaba el nombre de su negocio: "Photographie A. Gossauer".
Jean Kölla, el hijo de Gossauer, aprendió el oficio fotográfico de su madre, al igual que su hija Alwina (1862-1946), que permaneció soltera, dirigió el negocio con el nombre de su madre hasta la década de 1920. Su hijo Albert no se formó como fotógrafo, pero luego trabajó junto con su hermano Jean. La hija menor, Caroline, se casó con el fotógrafo Karl Stalder; en 1920 dirigieron el negocio de su madre en Rapperswil bajo el nombre de K. Stalder-Kölla hasta la década de 1940. "Alwina Gossauer fue una luchadora", dijo el pastor en 1926 en su tumba.

## Exposiciones
- 2015 Stadtmuseum Rapperswil-Jona: Der Zeit voraus - Drei Frauen auf eigenen Wegen: Marianne Ehrmann-Brentano Schriftstellerin und Journalistin (1755–1795); Alwina Gossauer Fotografin und Geschäftsfrau (1841–1926); Martha Burkhardt Globetrotterin und Malerin (1874–1956). [10][11][12]